# Konwolucyjna sieć neuronowa

Porównanie architektur CNN LeNet i AlexNet z warstwą wejściową (kolor szary) i konwolucyjną (kolor niebieski), łączenia (kolor różowy) i połączeń każdy-z-każdym (kolor żółty)

Konwolucyjna sieć neuronowa, splotowa sieć neuronowa (ang. Convolutional Neural Network, CNN) – rodzaj jednokierunkowej sieci neuronowej, która uczy się poprzez optymalizację filtrów (lub jądra). Ten typ sieci głębokiego uczenia został zastosowany do przetwarzania i tworzenia prognoz na podstawie wielu różnych typów danych, w tym tekstu, obrazów i dźwięku. Konwolucyjne sieci neuronowe są de facto standardem w widzeniu komputerowym opartym na uczeniu głębokim i przetwarzaniu obrazu, jednak wraz z popularyzacją nowych architektur jak transformer, proponowane są alternatywy.
Sieci konwolucyjne zostały zainspirowane procesami biologicznymi, ponieważ wzór połączeń między neuronami przypomina organizację  kory wzrokowej. Pojedyncze neurony korowe reagują na bodźce tylko w ograniczonym obszarze pola widzenia, zwanym polem recepcyjnym. Pola recepcyjne różnych neuronów częściowo zachodzą na siebie, pokrywając całe pole widzenia.
W porównaniu z innymi algorytmami klasyfikacji obrazów, sieci CNN wykorzystują stosunkowo mało wstępnego przetwarzania. Oznacza to, że sieć uczy się optymalizować filtry (lub jądra) poprzez automatyczne uczenie się, podczas gdy w tradycyjnych algorytmach filtry te są opracowywane ręcznie. Upraszcza to i automatyzuje proces, zwiększając wydajność i skalowalność oraz eliminując wąskie gardła wynikające z ingerencji człowieka.
Konwolucyjna sieć neuronowa składa się z warstwy wejściowej, warstw ukrytych (środkowych) i warstwy wyjściowej. W CNN warstwy ukryte obejmują jedną lub więcej warstw wykonujących konwolucje. Zazwyczaj obejmuje to warstwę wykonującą iloczyn skalarny jądra z macierzą wejściową warstwy. Produktem tym jest zazwyczaj iloczyn Frobeniusa, a jego funkcją aktywacji jest z reguły funkcja ReLU. W miarę jak jądro splotu przesuwa się wzdłuż macierzy wejściowej dla danej warstwy, operacja splotu generuje mapę cech, która z kolei tworzy dane wejściowe kolejnej warstwy. Następnie kolejne warstwy, takie jak warstwy łączenia, warstwy połączeń każdy-z-każdym i warstwy normalizacyjne.

## Główne elementy
Architektura CNN składa się ze stosu odrębnych warstw, które przekształcają dane wejściowe w wyjściową (np. przechowującą wyniki zajęć) za pośrednictwem funkcji. Powszechnie stosuje się kilka różnych typów warstw. Poniżej omówiono je bardziej szczegółowo.

### Warstwa konwolucyjna

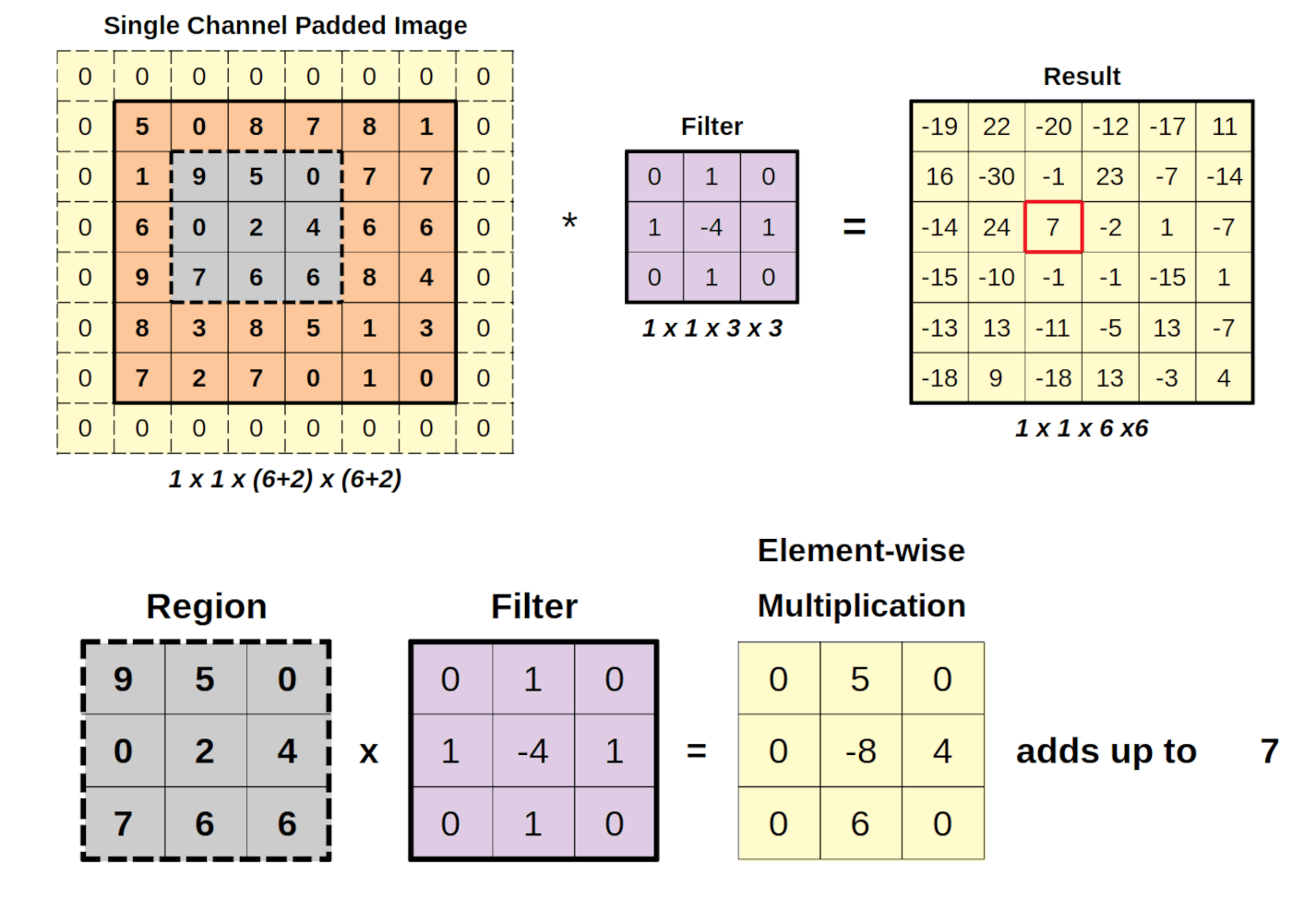
Przykład wykonania konwolucji. Konwolucja ma krok 1, wypełnienie zerowe, a rozmiar jądra wynosi 3x3. Jądrem splotu jest filtr Laplace'a.

Warstwa konwolucyjna stanowi podstawowy element sieci CNN. Parametry warstwy składają się z zestawu filtrów uczących się (lub jąder), które mają małe pole wykonywania operacji ale są wykonywane na wszystkich danych wejściowych po kolei. Podczas przejścia do przodu każdy filtr jest spleciony na szerokości i wysokości objętości wejściowej, co powoduje obliczenie iloczynu skalarnego między wejściami filtra a wejściem i utworzenie dwuwymiarowej mapy aktywacji danego filtra. W rezultacie sieć uczy się filtrów, które aktywują się, gdy wykryje pewien konkretną cechę w pewnej pozycji przestrzennej w danych wejściowych.

#### Łączność lokalna

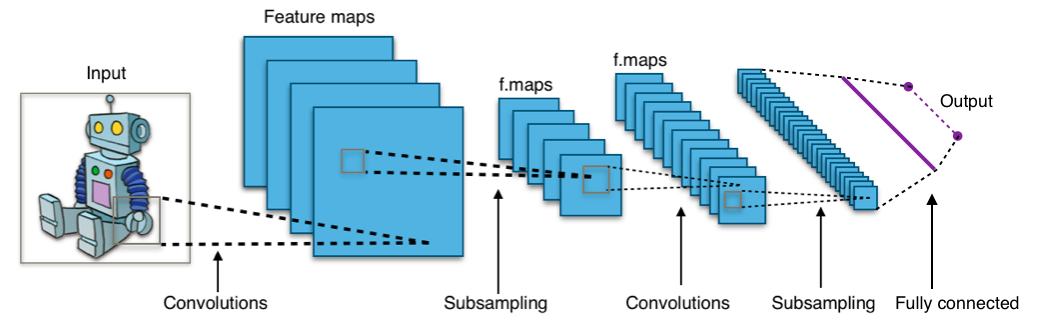
Typowa architektura CNN

W przypadku danych wejściowych o dużym rozmiarze, takich jak obrazy, łączenie neuronów ze wszystkimi neuronami z poprzedniej warstwy jest niepraktyczne, ponieważ taka architektura sieci nie uwzględnia przestrzennej struktury danych. Sieci splotowe wykorzystują lokalną korelację przestrzenną, wymuszając rozrzedzenie pomiędzy neuronami sąsiadujących warstw: każdy neuron jest połączony tylko z małym obszarem danych wejściowych.

### Warstwa łączenia (pooling)

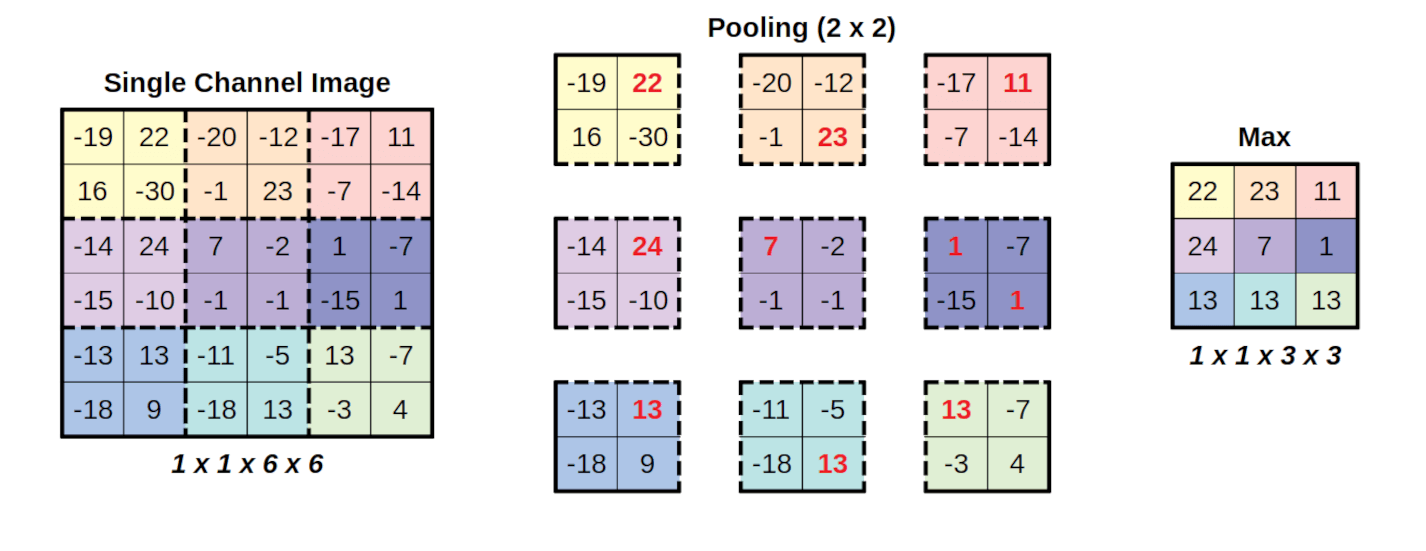
Przykład zastosowania łączenia wartości maksymalnych macierzy 2x2 z krokiem 2

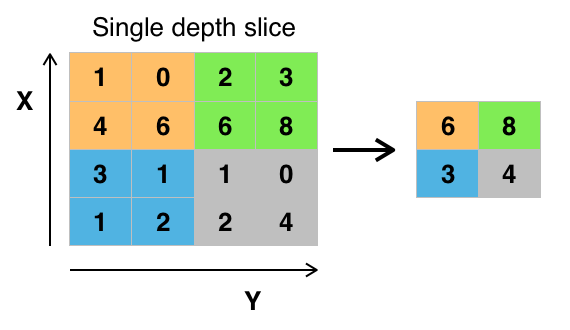
Łączenie wartości maksymalnych z filtrem 2x2 i krokiem = 2

Inną ważną koncepcją sieci CNN jest łączenie, które jest stosowane jako forma nieliniowego próbkowania w dół . Grupowanie umożliwia zmniejszenie próbkowania, ponieważ zmniejsza wymiary przestrzenne (wysokość i szerokość) map cech wejściowych, zachowując jednocześnie najważniejsze informacje. Istnieje kilka nieliniowych funkcji implementujących grupowanie, przy czym najczęściej stosowane są funkcje maksymalnego i średniego łączenia . Grupowanie polega na agregowaniu informacji z małych obszarów danych wejściowych, co powoduje tworzenie partycji mapy cech wejściowych, zwykle przy użyciu okna o stałym rozmiarze (np. 2x2) i zastosowaniu kroku (często 2) w celu przesunięcia okna w obrębie danych wejściowych.
Oprócz maksymalnego grupowania, jednostki grupujące mogą używać innych funkcji, takich jak grupowanie średnie lub grupowanie zgodne z normą ℓ 2 . Historycznie rzecz biorąc, średnie łączenie było często stosowane, ale ostatnio wyszło z użycia w porównaniu z maksymalnym łączeniem, które w praktyce ogólnie sprawdza się lepiej.

### Warstwa ReLU
ReLU jest skrótem od rektyfikowanej jednostki liniowej. Termin został zaproponowany przez Alstona Householdera w 1941 r. i wykorzystany w CNN przez Kunihiko Fukushimę w 1969 r.. ReLU stosuje funkcję aktywacji {\textstyle f(x)=\max(0,x)}. Skutecznie usuwa wartości ujemne z mapy aktywacji, ustawiając je na zero. Wprowadza nieliniowość do funkcji decyzyjnej i całej sieci, nie wpływając przy tym na pola recepcyjne warstw konwolucyjnych. W 2011 roku Xavier Glorot, Antoine Bordes i Yoshua Bengio odkryli, że ReLU umożliwia lepsze trenowanie głębszych sieci w porównaniu z powszechnie stosowanymi funkcjami aktywacji przed 2011 rokiem.

### Warstwa połączeń każdy-z-każdym (fully connected)
Po zastosowaniu kilku warstw konwolucyjnych i warstw łączenia, ostateczna klasyfikacja odbywa się poprzez warstwy połączeń każdy-z-każdym. Neurony w warstwie w pełni połączonej mają połączenia ze wszystkimi aktywacjami w warstwie poprzedniej, jak widać w klasycznych sztucznych sieciach neuronowych  Ich aktywacje można zatem obliczyć jako transformację afiniczną, w której mnożenie macierzy następuje po przesunięciu odchylenia (dodanie wektorowe wyuczonego lub stałego członu odchylenia).

## Proces uczenia
Uczenie CNN polega na adaptacji parametrów filtrów w warstwie konwolucyjnej jak i odpowiednim doborze wag w warstwie połączeń każdy-z-każdym. Z reguły używa się propagacji wstecznej do aktualizacji wartości sieci.